# Сумное (озеро)
Сумное (каз. Сумное) — озеро в Кызылжарском районе Северо-Казахстанской области Казахстана. Находится к западу от села Сумное.
По данным топографической съёмки 1940-х годов, площадь поверхности озера составляет 1,36 км². Наибольшая длина озера — 2,8 км, наибольшая ширина — 0,9 км. Длина береговой линии составляет 5,3 км, развитие береговой линии — 1,27. Озеро расположено на высоте 120,4 м над уровнем моря.
Озеро входит в перечень рыбохозяйственных водоёмов местного значения.